# Soultz-sous-Forêts
Soultz-sous-Forêts es una localidad y comuna francesa, situada en el departamento de Bajo Rin en la región de Alsacia. 
La comuna se ubica en los límites  del Parque natural regional de los Vosgos del Norte y en la reserva de la biosfera del Bosque del Palatinado-Vosgos del Norte.

## Demografía
| 1964 | 2159 | 2208 | 2289 | 2185 | 2494 |
| Para los censos de 1962 a 1999 la población legal corresponde a la población sin duplicidades (Fuente: INSEE [Consultar]) |      |      |      |      |      |